# Омелюх американський
Омелюх американський (Bombycilla cedrorum) — вид горобцеподібних птахів родини омелюхових (Bombycillidae).

## Поширення
Гніздиться у відкритих лісових районах південної Канади і північних США. Зимує в південній половині США, Центральній Америці і на північному заході Південної Америки.

## Спосіб життя

### Раціон
Омелюх американський живиться ягодами та фруктами дерев. У сезон розмноження важливим елементом раціону є комахи.